# Marlon Wayans
Marlon Wayans (New York, 23 juli 1972) is een Amerikaans komisch acteur en regisseur. Hij komt uit een gezin van tien kinderen, van wie er buiten hem nog vier bekend zijn, Keenen Ivory, Shawn, Damon en Kim.

## Biografie
Marlon is de jongste van de tien kinderen van Howell en Elvira Wayans en groeide op in zijn geboorteplaats New York. Hij maakte zijn debuut in de film I'm Gonna Git You Sucka, die door zijn broer Keenen Ivory geschreven werd.
In 1995 kreeg hij samen met broer Shawn zijn eigen sitcom, The Wayans Bros., die vijf seizoenen liep. In 1996 speelde hij de hoofdrol in de film Don't Be a Menace to South Central While Drinking Your Juice in the Hood. In 2000 speelde hij samen met Shawn in de film Scary Movie. Ook in 2000 speelde hij Tyrone C. Love in het drama Requiem for a Dream, waarin hij dit keer geen komische rol vervulde.
In 2004 speelde hij opnieuw met zijn broer Shawn, dit keer in de film White Chicks waarvan hij ook aan het scenario meeschreef. In 2006 maakte hij de comedy Little Man, wederom met Shawn en onder regie van Keenen Ivory. In 2009 speelde hij in G.I. Joe: The Rise of Cobra, als Wallace Weems/Ripcord.
In januari 2013 speelde Marlon Wayans in zijn zelf geproduceerde komediefilm A Haunted House. Het was een parodie op onder andere de film Paranormal Activity. Wayans speelde ook in het vervolg, de in maart 2014 uitgekomen komediefilm A Haunted House 2, waarvan hij medeproducent was.

## Filmografie
- I'm Gonna Git You Sucka (1988)
- Mo' Money (1992)
- Above the Rim (1994)
- Don't Be a Menace to South Central While Drinking Your Juice in the Hood (1996)
- The 6th Man (1997)
- Senseless (1998)
- Comics Come Home 4 (1998)
- Requiem for a Dream (2000)
- Scary Movie (2000)
- The Tangerine Bear (2000)
- Dungeons & Dragons (2000)
- Scary Movie 2 (2001)
- Behind the Smile (2004)
- The Ladykillers (2004)
- White Chicks (2004)
- Little Man (2006)
- Norbit (2007)
- Dance Flick (2009)
- G.I. Joe: The Rise of Cobra (2009)
- Marmaduke (2010)
- A Haunted House (2013)
- The Heat (2013)
- A Haunted House 2 (2014)
- Fifty Shades of Black (2016)
- Naked (2017)
- Sextuplets (2019)
- On the Rocks (2020)
- The curse of Bridge Hollow (2022)